# Aleksandr Karpovtsev
Aleksandr Georgievitj Karpovtsev, ryska: Александр Георгиевич Карповцев, född  7 april 1970 i Moskva i dåvarande Sovjetunionen, död 7 september 2011 utanför Jaroslavl, Ryssland, var en rysk professionell ishockeyspelare och tränare.
1994 vann han Stanley Cup med New York Rangers, vilket kan ses som höjdpunkten i hans karriär. Hans moderklubb var Dynamo Moskva som han spelade för 1987-1993.

## NHL klubbar
- New York Rangers 1993–1998
- Toronto Maple Leafs 1998–2000
- Chicago Blackhawks 2000–2004
- New York Islanders 2004
- Florida Panthers 2005

## Internationella meriter
- 1988 Bronsmedalj i U18 EM för juniorer
- 1990 Silvermedalj i JVM i ishockey
- 1993 Guldmedalj i VM
- 1994 Stanley-Cup-vinst med New York Rangers
- 2005 Bronsmedalj i VM

## Död
Karpovtsev var den 7 september 2011 ombord på ett passagerarflygplan som havererade i staden Jaroslavl klockan 16:05 MSK under en flygning mellan Yaroslavl-Tunoshna Airport (IAR) och Minsk-1 International Airport (MHP). Hans lag Lokomotiv Jaroslavl var på väg till den första seriematchen för säsongen i Minsk. Efter att planet lyfte från flygplatsen kunde det inte nå tillräckligt hög höjd och flög in i en ledning innan det störtade i floden Volga.

## Extern webbplats
- Presentation och statistik för Aleksandr Karpovtsev som spelare  på Elite Prospects.